# Spanyol labdarúgó-ligakupa
A spanyol labdarúgó-ligakupa (Hivatalos nevén: Copa de la Liga de España) egy megszűnt kupasorozat volt, melyet 1982 és 1986 között minden évben megrendeztek. A legsikeresebb csapat az FC Barcelona két győzelemmel.

## Lebonyolítás
A kupa menete egyenes kieséses rendszer zajlott, oda-visszavágós formában. Az összesítésben jobb eredményt elért csapat jutott a következő fordulóba, és a döntő is két mérkőzés alapján dőlt el.  

## Kupadöntők
| Szezon | Győztes         | Döntős          | Első mérkőzés | Második mérkőzés | Összesített eredmény |
| ------ | --------------- | --------------- | ------------- | ---------------- | -------------------- |
| 1983   | Barcelona       | Real Madrid     | 2–2           | 2–1              | 4–3                  |
| 1984   | Real Valladolid | Atlético Madrid | 0–0           | 3–0 (h.u.)       | 3–0                  |
| 1985   | Real Madrid     | Atlético Madrid | 2–3           | 2–0              | 4–3                  |
| 1986   | Barcelona       | Real Betis      | 0–1           | 2–0              | 2–1                  |

*h.u. – hosszabbítás után

## Statisztika

### Győzelmek száma klubonként
| Csapat          | Győztes        | Döntős         |
| --------------- | -------------- | -------------- |
| FC Barcelona    | 2 (1983, 1986) | –              |
| Real Madrid     | 1 (1985)       | 1 (1983)       |
| Real Valladolid | 1 (1984)       | –              |
| Atlético Madrid | –              | 2 (1984, 1985) |
| Real Betis      | –              | 1 (1986)       |